# 目黒区立東山小学校
目黒区立東山小学校（めぐろくりつ ひがしやましょうがっこう）は、東京都目黒区東山にある公立小学校。

## 沿革
- 1958年（昭和33年）[1]
  - 4月1日 - 創立（目黒区立菅刈小学校より分離[2]）
  - 10月12日 - 校章制定[3]
- 1959年（昭和34年）10月11日 - 校旗制定
- 1960年（昭和35年）2月2日 - 校歌制定（作詞：土岐善麿、作曲：平井康三郎）[3]

## 主な進学先
- 目黒区立東山中学校

## 交通
- 東急田園都市線池尻大橋駅より徒歩7分

## 出身者
- 原田遊人